# Brómozott növényi olaj
A brómozott növényi olaj (BVO) brómaddícióval módosított növényi eredetű trigliceridek összefoglaló neve. A citrusízű üdítők emulgeálására használták az eladás során történő szeparáció elkerülésére. 1931-től használták általában 8 ppm koncentráció körül.
Az olajtípus óvatos kontrollálása 1,33 g/ml sűrűségű BVO-t adó brómozást tett lehetővé, mely így kevésbé sűrű ízanyagokkal, például citrusolajjal keverhető össze, melynek sűrűsége a vízéhez közel van. A BVO-tartalmú cseppek a vízben szuszpenzióban maradnak, nem válnak el és mennek a felszínre.
Hasonló célból használt adalékanyagok például a szacharóz-acetát-izobutirát (SAIB, E444) és a kolofónium-glicerinészter (E445).
Hasonló jódozott olajakat használtak kontrasztanyagként és golyva ellen alacsony étkezési jódbevitelű populációkban.

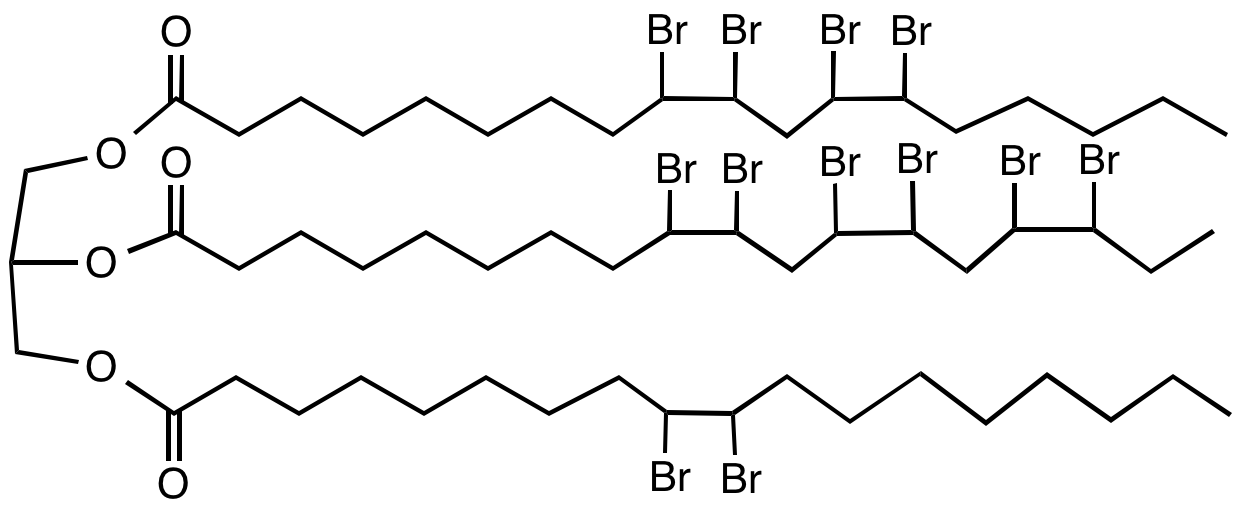
A BVO gyakori összetevőjének szerkezeti képlete, benne fentről lefelé brómozott linoleát-, linolenoát- és oleátészterekkel.

CAS-száma 8016-94-2, Európai Közösség-száma 232-416-5.

## Szabályzás és használat

### Amerikai Egyesült Államok
Az Amerikai Egyesült Államokban 1958-ban általánosan biztonságosnak tekintette az FDA, ezt 1970-ben visszavonta. 2024-ben visszavonta az ételekben való használatát engedő szabályzást. Arra jutott, hogy a BVO használata nem tekinthető biztonságosnak, miután a Nemzeti Egészségügyi Intézettel együttműködésben végzett kísérletek emberekre káros hatások lehetőségét mutatták ki.
2023 októberében Gavin Newsom, Kalifornia kormányzója elfogadott egy törvényt, mely tiltja a BVO mellett kálium-bromát, a propil-parahidroxibenzoát és az eritrozin (más néven vörös 3) használatát. Ez volt az Amerikai Egyesült Államok BVO-t tiltó első törvénye. Az ételben való használat tilalma 2027-től lép életbe.

### Más országok
Kanadában a BVO adalékként engedélyezett, de csak citrus- vagy lucfenyőolaj-tartalmú italokban.
Az Európai Unióban a BVO tiltott adalékanyag, eredetileg az Egyesült Királyság és több más európai ország tiltotta be 1970-ben, a szabályokon átsikló BVO-tartalmú termékeket eltávolítják felfedezés után. Az EU-ban gyakran kolofónium-glicerinésztert vagy szentjánoskenyérlisztet használnak helyette.
Indiában az üdítőital-szabványok a BVO használatát 1990-től tiltják.
Japánban a BVO használata ételadalékként 2010-től tiltott.

## Egészségi hatások
Vannak esettanulmányok BVO-tartalmú termékek túlzott fogyasztásával összefüggő káros hatásokról. Egy például egy 2–4 l BVO-tartalmú üdítőt fogyasztó férfiról szól, aki memóriavesztést, tremorokat, fáradtságot, izomkoordináció-vesztést, fejfájást, jobbszemhéj-ptózist més emelkedett szérumkloridot tapasztalt. A probléma megfelelő diagnózisáig tartó két hónapban a beteg elvesztette járóképességét. Végül bromizmust diagnosztizáltak nála, és hemodialízist írtak elő neki, mely megszüntette a tüneteket.

## Fordítás
Ez a szócikk részben vagy egészben  a   Brominated vegetable oil című angol Wikipédia-szócikk ezen változatának fordításán alapul.  Az eredeti cikk szerkesztőit annak laptörténete sorolja fel. Ez a jelzés csupán a megfogalmazás eredetét és a szerzői jogokat jelzi, nem szolgál a cikkben szereplő információk forrásmegjelöléseként.